# دو شوئان
دو شوئان (انگلیسی: Du Xuean؛ زادهٔ ۳ ژوئیهٔ ۱۹۵۶) تیرانداز اهل چین بود. وی در بازی‌های المپیک تابستانی ۱۹۸۴ حضور داشته‌است.